# 94 d'Aquari
94 d'Aquari (94 Aquarii) és una estrella múltiple de la Constel·lació d'Aquari de magnitud aparent +5,19. Es troba a una distància de 69 anys llum del sistema solar, si bé l'error en aquesta mesura arriba al 5,2%.
És un sistema estel·lar triple, on les dues components més properes entre si —94 d'Aquari Aa i 94 d'Aquari Ab, resoltes per mitjà d'interferometria de clapejat— tenen una companya distant a 13 segons d'arc, denominada 94 Aquarii B.

## 94 d'Aquari Aa i Ab
94 d'Aquari Aa és una subgegant groga de tipuS espectral G8.5IV, anteriorment catalogada com a G5IV.
La seva brillantor, 0,13 magnitudes per sobre del que correspondria a un estel de la seqüència principal, correspon a una lluminositat 3,5 vegades superior a la lluminositat solar.
Té una temperatura efectiva de 5488 ± 83 K i una massa d'uns 1,29 masses solars.
El seu radi pot ser un 90% més gran que el radi solar i completa una rotació en 42 dies.
És una estrella rica en elements pesants la metal·licitat de la qual és un 41% més elevada que la solar ([Fe/H] = +0,15).
94 d'Aquari Ab és una nana taronja, les característiques de les quals no són ben conegudes.
La seva brillantor pot ser unes 3 magnituds inferior al del seu brillant i més evolucionada companya.
Amb una temperatura de 4800 K aproximadament, la seva massa estimada és un 9% menor que la del Sol.
Completa una òrbita entorn de la subgegant cada 6,3 anys (2291 dies).

## 94 Aquarii B
94 Aquarii B és també una nana taronja de magnitud +6,97.
De tipus espectral K2V, té una temperatura efectiva de 5136 ± 80 K.
El seu radi és un 7% més petit que el radi solar i la seva massa un 4% menor que la del Sol.
Posseeix una lluminositat equivalent a una mica més de la meitat de la que té el Sol.
El seu període orbital al voltant de la  binària Aa-Ab és d'uns 3450 anys.
El sistema té una edat d'uns 6250 milions d'anys.

## Observació
Es tracta d'una estrella situada a l'hemisferi celeste austral, molt a prop de l'equador celeste;el que comporta que pugui ser observada des de totes les regions habitades de la Terra, exceptuant el cercle polar àrtic. A l'hemisferi sud sembla circumpolar només en les àrees més internes de l'Antàrtida, sent de magnitud 5,2 és visible a ull nu en les condicions adequades de foscor del cel. El millor període per a la seva observació és entre els mesos d'agost i desembre. El període de visibilitat és pràcticament el mateix en els dos hemisferis degut a la seva posició propera a l'equador celeste.

## En ficció
En la sèrie de televisió Star Trek: Enterprise en l'episodi Unexpected, 94 d'Aquari és considerada una estrella trinària amb dues components de classe G i una K, i se l'anomena Fellebia, origen de la civilització Fellebiana.